# David ben Boaz
David ben Boaz (Hebreeuws: דוד בן בעז, Arabisch: داود بن بوعز, Aboe Sa'ied Da'oed iebn Boe'az) was een karaïtisch geleerde die in de 10e eeuw in Jeruzalem leefde. Het karaïsme splitste zich af van het jodendom door enkel de geschreven Tenach te accepteren en de mondelinge leer uit de Talmoed te verwerpen.
Er wordt beweerd dat David ben Boaz de vijfde opvolger was van Anan ben David, de stichter van de Karaïtische beweging. Daarbij wordt de volgende afstamming opgesomd:
Hij (Ben Boaz) was de zoon van Boaz ben Jehosjafat, de zoon van Jehosjafat ben Sja'oel, de zoon van Sja'oel ben Anan, de zoon van Anan ben David.
Ben Boaz werd daarmee beschouwd als de leider (reesj galoeta of exilarch) van de Karaïtische gemeenschap binnen het kalifaat van de Abbasiden.
De Karaïtische kroniekschrijver al-Hiti vermeldt David ben Boaz bij het jaar 383 AH, na de Hidjra. Dit komt overeen met het jaar 993 n.Chr. Al-Hiti noemt de titels van de volgende drie werken:
1. een commentaar op Prediker;
2. een commentaar op de Pentateuch;
3. een verhandeling over de fundamentele principes van de Pentateuch.

Van deze drie werken is slechts een fragment uit het commentaar op de Pentateuch overgebleven. Dit fragment is in het bezit van de bibliotheek van St. Petersburg. Het fragment handelt over Leviticus en over de tweede helft van Deuteronomium. Volgens Harkavy valt David in dit commentaar bij herhaling een rabbijn uit deze periode aan, Saadia Gaon, echter zonder hem bij naam te noemen. In plaats daarvan gebruikt Ben Boaz de uitdrukking "hadha al-rajul", hetgeen - in het Arabisch - deze man betekent. Deze manier van aanduiden is kenmerkend voor de groeiende kloof tussen het traditionele jodendom en karaïtisch jodendom die in deze tijd ontstond.
David werd opgevolgd als exilarch van de Karaïten door zijn zoon Sjelomo ben David.

## Invloed
Het werk van David ben Boaz werd door latere schrijvers uitgebreid geciteerd. Uittreksels uit zijn commentaar op de Pentateuch zijn bij latere schrijvers op diverse plaatsen te vinden, daarom kan worden aangenomen dat Ben Boaz veel gelezen werd en dat hij een invloedrijke exegeet is geweest.